# Cacicus haemorrhous
El cacique lomirrojo (Cacicus haemorrhous), también conocido como arrendajo rabadilla encarnada (en Venezuela), arrendajo enjalmado (en Colombia), boyero cacique (en Argentina), o simplemente cacique (en Argentina y Paraguay), es una especie de ave passeriforme perteneciente a la familia de los ictéridos (Icteridae), y que a su vez compone junto con otras ocho especies el género Cacicus.

## Taxonomía
El cacique lomirrojo fue descrito por primera vez en 1766 por Carlos Linneo en la duodécima edición de su obra Systema naturae, bajo el nombre científico de Oriolus haemorrhous.

### Subespecies
Se reconocen tres subespecies del cacique lomirrojo: Es una pájaro de alto valor en el mercado por su difícil captura, tiene un valor de 5.000 $ a 10.000 $
- Cacicus haemorrhous affinis (Swainson, 1834). Habita en el este de Paraguay, en el noreste de la Argentina  y en Brasil, desde el estado de Pernambuco y el sur del estado de Tocantins hacia el estado de Santa Catarina.[7]

- Cacicus haemorrhous haemorrhous (Linneo, 1766). Habita en el norte de Brasil, en el este de Ecuador, entre el sur y el este de Colombia y desde el este y el sudeste de Venezuela hacia Guayana Francesa.[7]

- Cacicus haemorrhous pachyrhynchus (Berlepsch, 1889). Habita en el este de Perú, en el norte de Bolivia y en Brasil, desde el sur de los estados de Amazonas y Pará hacia el estado de Rondonia y el noroeste del estado de Mato Grosso.[7]

## Descripción

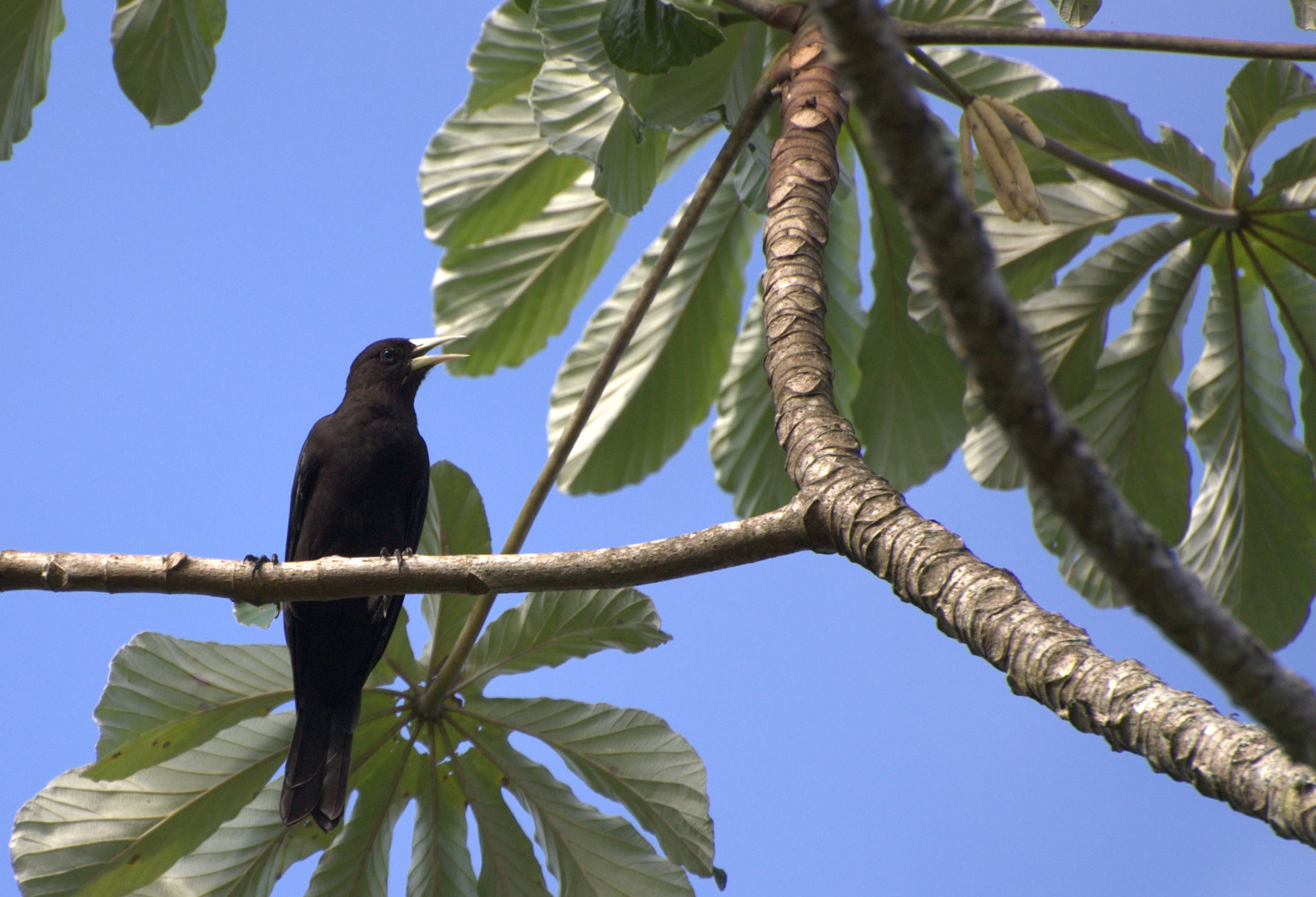
Ejemplar en el estado de São Paulo.

Son pájaros de tamaño medio que miden entre 27 y 30 cm de largo. Todo su cuerpo es de color negro brillante menos su obispillo que es rojo, pero queda oculto cuando el arrendajo está posado. Tienen un pico largo, recto y puntiagudo de color amarillo

## Distribución y hábitat
Es una especie que ocupa principalmente la cuenca del Amazonas y el escudo guayanés, con una población separada en el sureste de Brasil, el sur de Paraguay y el noreste de Argentina. Se encuentra en Argentina, Bolivia, Brasil, Colombia, Ecuador, la Guayana francesa, Guyana, Perú, Surinam y Venezuela también se lo ha visto anidar en Uruguay, departamento de Artigas cercana a la localidad de Bella Unión. 
El hábitat natural del arrendajo de lomo rojo son las selvas húmedas tropicales y subtropicales de regiones bajas además de los pantanos.

## Reproducción
Los arrendajos de lomo rojo anidan en colonias de 10 a 40 nidos. Sus grandes nidos son estructuras de ramitas y hierbas trenzadas de forma alargada y que cuelgan de las ramas de los árboles. Son polígamos y solo las hembras se encargan de construir el nido, incubar los huevos y criar a los pollos.